# Plounévézel
Plounévézel är en kommun i departementet Finistère i regionen Bretagne i västra Frankrike. Kommunen ligger i kantonen Carhaix-Plouguer som tillhör arrondissementet Châteaulin. År 2022 hade Plounévézel 1 153 invånare.

## Befolkningsutveckling
Antalet invånare i kommunen Plounévézel
Referens:INSEE